# Sean O’Keefe

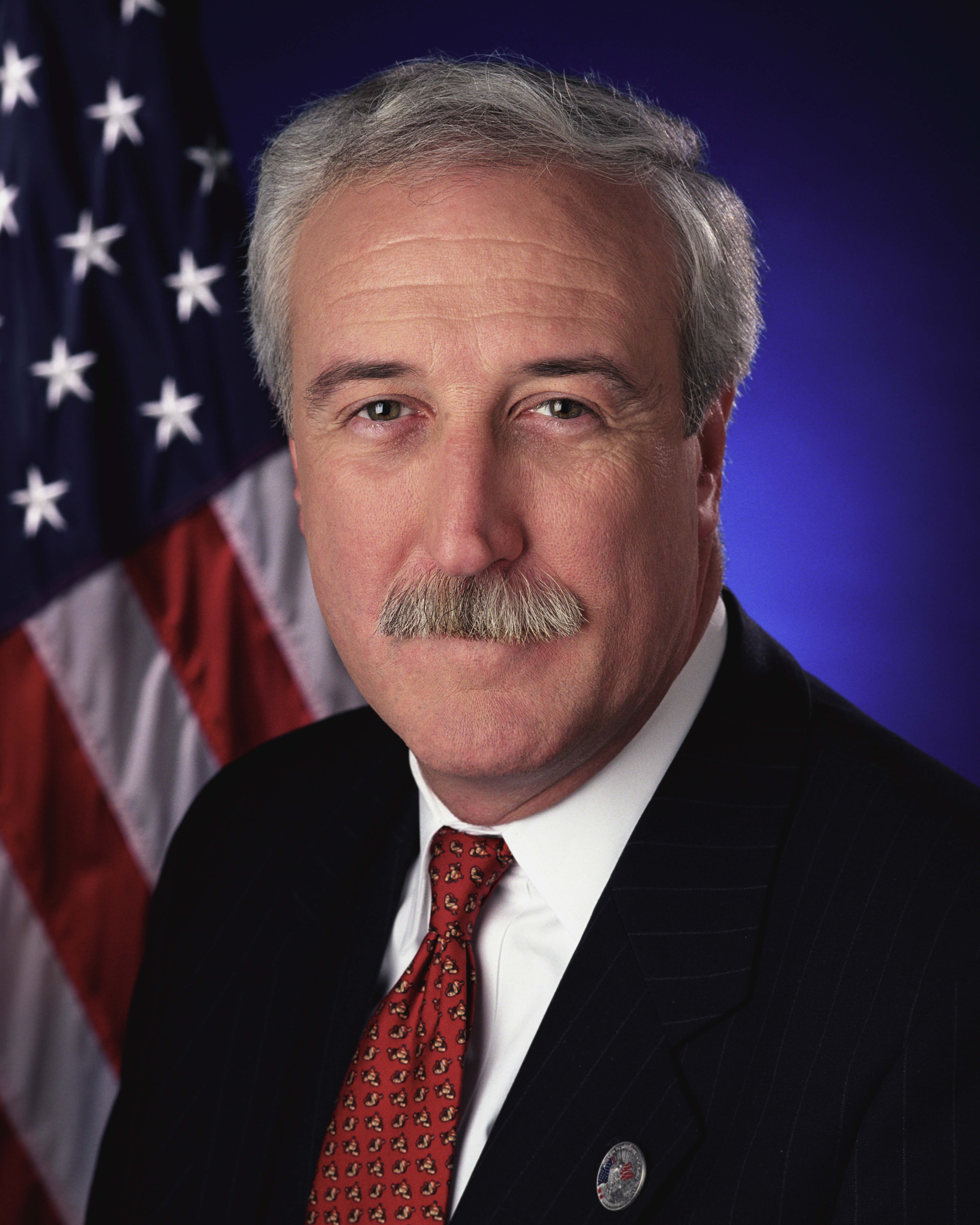
Sean O’Keefe

Sean O’Keefe (ur. 27 stycznia 1956 w Pittsburgh) – amerykański urzędnik państwowy, nominowany przez George’a W. Busha, dziesiąty administrator Narodowej Agencji Aeronautyki i Przestrzeni Kosmicznej (NASA), urzędujący w okresie od grudnia 2001 do lutego 2005.
Od jego imienia i nazwiska wywodzi się nazwa planetoidy (78905) Seanokeefe